# Heatwave (Wiley)
Heatwave è un singolo del rapper britannico Wiley, pubblicato il 27 luglio 2012 come primo estratto dal nono album in studio The Ascent.
Il singolo ha visto la collaborazione di Ms D.